# OnlyFans
OnlyFans je služba s předplaceným obsahem se sídlem v Londýně. Tvůrci obsahu v ní mohou získat peníze od uživatelů – tzv. fans – fanoušků, kteří si předplatí jejich obsah. Služba je oblíbená v zábavním průmyslu pro dospělé, ale sdílí též obsah tvůrců jiných žánrů, jako například odborníků na fyzickou kondici, a ostatních, kteří publikují pravidelně online. Finanční prostředky získávají tvůrci obsahu od svých fanoušků měsíčně nebo formou drobných odměn či placení za zobrazení (pay-per-view (PPV)).

## Obchodní model
Předplatitel (tj. fanoušek) může sledovat obsah tvůrce výměnou za měsíční členský poplatek. Společnost OnlyFans platí tvůrcům obsahu 80 % z vybraných poplatků a zbylých 20 % si ponechává. Po odečtení poplatků z provozu služby je podíl společnosti přibližně 12 %.

## Historie
Společnost OnlyFans byla spuštěna v roce 2016 jako webová stránka pro umělce na sociálních sítích, která umožňovala jejich fanouškům předplatit si měsíční poplatek za prohlížení klipů a fotografií.
Od května 2020 má služba 24 milionů registrovaných uživatelů a tvrdí, že svým 450 000 tvůrcům obsahu vyplatila 725 milionů USD.
V květnu 2020 CEO Tim Stokely řekl společnosti BuzzFeed News, že „web zhlédne během 24 hodin přibližně 200 000 nových uživatelů a každý den se registruje 7000 až 8000 nových tvůrců.
V červnu 2023 platformu zakázalo Turecko. V zemi se stala terčem kritiky kvůli své "nemorálnosti a obscénnosti".

## Využívání
Na webu OnlyFans je povolena pornografie. Ve skutečnosti jej převážně využívají pornografičtí herci a herečky, amatérští i profesionální, modelové a modelky, instagramoví influenceři, youtubeři, kuchaři, hudebníci nebo nadšenci do fitness.
Od října 2021 měla začít platforma blokovat veškerou pornografii, ovšem následně rozhodnutí byla zrušena.

## Problémy s únikem dat
Na jaře 2020 došlo na cloudovém úložišti Mega ke zveřejnění odkazů s přibližně 1,5 TB dat z této služby, což znepokojilo některé performery, pro které tato služba představuje jeden z hlavních příjmů. Představitelé OnlyFans tento únik dat popřeli.

## Konkurence
Web OnlyFans má ve webovém prostředí také řadu konkurentů. Mezi nejznámější patří služby Patreon, Fansly, Fanvue nebo Glamino. Zpravidla fungují na podobném principu jako OnlyFans, často se ale liší v technickém a grafickém provedení. 